# Сеттерс, Морис
Мо́рис Э́дгар Се́ттерс (англ. Maurice Edgar Setters; 16 декабря 1936, Хонитон, Девон — 22 ноября 2020) — английский футболист и футбольный тренер.

## Карьера игрока
Сеттерс провёл более 400 матчей в Футбольной лиге, выступая за клубы «Эксетер Сити», «Вест Бромвич Альбион», «Манчестер Юнайтед», «Сток Сити», « Ковентри Сити» и «Чарльтон Атлетик», а также в Объединённой футбольной ассоциации за «Кливленд Стокерс» (название клуба «Сток Сити» в США). Выступал на позиции крайнего хавбека.
Начал карьеру в клубе «Эксетер Сити». В 1955 году перешёл в «Вест Бромвич Альбион». Был включён в состав сборной Англии на чемпионат мира 1958 года в качестве резервного игрока, но на сам турнир не поехал и не сыграл за сборную ни одного матча. В 1960 году перешёл в «Манчестер Юнайтед» за £30 000. В 1963 году помог клубу выиграть Кубок Англии. Всего провёл 193 матча за «Юнайтед» и забил 14 голов. В 1964 году перешёл в «Сток Сити», за который выступал до ноября 1967 года. Затем он играл в «Ковентри Сити» и «Чарльтоне», после чего завершил карьеру игрока.

## Тренерская карьера
После завершения карьеры игрока Сеттерс работал в качестве главного тренера клуба «Донкастер Роверс». В 1977 году стал ассистентом Джека Чарльтона в «Шеффилд Уэнсдей», а после отставки Чарльтона в мае 1983 года на протяжении четырёх недель исполнял обязанности главного тренера клуба. В 1986 году воссоединился с Джеком Чарльтоном, который возглавил сборную Ирландии, вновь став его ассистентом.

## Достижения
Манчестер Юнайтед
- Обладатель Кубка Англии: 1963